# Estigmene confluens
Estigmene confluens là một loài bướm đêm thuộc phân họ Arctiinae, họ Erebidae.